# Illice uniplaga
Illice uniplaga là một loài bướm đêm thuộc phân họ Arctiinae, họ Erebidae.